# AM 35 SNCB
Les automotrices AM 35 sont une série de douze rames électriques quadricaisses de la SNCB fonctionnant sous courant continu à la tension de 3 kV, conçues pour la première électrification d'un chemin de fer en Belgique : la ligne 25 (Bruxelles-Nord - Anvers-Central).
Le 5 mai 1935, cent ans jour pour jour après le voyage inaugural du chemin de fer de Bruxelles à Malines, la première ligne de la SNCB fut électrifiée et les douze AM 35 sont le seul matériel à traction électrique de la SNCB. Le service fut inauguré quelques jours avant l'exposition universelle de Bruxelles de 1935 dont il était l'une des nouveautés. Quelques années plus tard, des remorques intercalaires supplémentaires permettront de porter la composition de la plupart d'entre elles à six caisses aux heures de pointe.
D'une conception assez lourde, elles seront retirées prématurément du service voyageurs entre 1959 et 1962, notamment à cause de l'usure qu'elles faisaient subir aux rails.
Huit motrices eurent droit à un long répit en tant qu'automotrices postales, de 1967 à la fin des années 1980. Plusieurs remorques ont quant à elles eu une seconde vie en tant que véhicules de service, certaines étant encore utilisées.

## Genèse
Mise en service en 1835-1836 et fortement transformée entre 1905 et 1933 par l'ajout de voies supplémentaires, la ligne 25 concentre un trafic important de trains reliant Bruxelles à Anvers auxquels s'ajoutent les trains internationaux vers la France et les Pays-Bas tandis que le trafic des marchandises est principalement concentré sur la ligne 27, qui longe la ligne 25 sur l'essentiel de son tracé.
La faible distance entre les deux gares terminus (Bruxelles-Nord et Anvers-Central), la présence de plusieurs gares importantes ainsi que des bifurcations parfois sinueuses en dépit des améliorations apportées font que la vitesse des trains, et en particulier le temps de trajet entre les deux métropoles, plafonne. En 1907, les Chemins de fer de l’État belge introduisent les trains-blocs, des rames de 5 voitures (et 2 fourgons) spécialement conçues pour la ligne Bruxelles-Anvers qui combinent un intérieur à haute densité en salle ouverte avec un poids allégé.
À la fin des années 1920, les études en vue d'une électrification d'une partie du réseau ferré belge incluent la ligne Bruxelles-Anvers en raison de l'utilisation intensive mais inefficiente de nombreuses locomotives à vapeur. Les projets d'électrification portés par Raoul Richard, lesquels aboutissent sur le choix du courant continu (3 000 V), incluent la traction marchandises et l'électrification de la ligne du Luxembourg (qui seront reportés aux années 1950) ainsi que la construction d'automotrices pour la desserte Bruxelles-Anvers. Songeant d'abord à des rames de 3 ou 4 éléments avec des carrosseries métalliques à portières latérales, ayant des points communs avec les voitures L, le comité opte finalement pour un aménagement plus moderne avec de grandes salles et trois portes par face.

## Aspects techniques

### Traction
Ces automotrices étaient composées de deux voitures motorisées aux extrémités et de remorques intercalaires. Deux constructeurs furent retenus pour les motrices : 
- 12 furent construites par la Société Anonyme la Métallurgique (Nivelles) et dotées d'équipements électriques ACEC;
- les 12 autres furent assemblées par les Ateliers de la Dyle (Louvain) et équipées par SEM (Société d'Électricité et de Mécanique) ;

De sorte que chaque automotrice était composée d'une motrice de chaque type.
Premier matériel électrique de la SNCB, les automotrices de 1935 connurent leur lot d’avaries en service. Ainsi, dès 1936, on constata une usure très rapide des roues ainsi que des mouvements parasites nuisibles au confort dans les motrices. Un reprofilage des roues a dû être effectué dès le troisième trimestre d'exploitation des rames électriques et la vitesse des rames a provisoirement dû être réduite à 70-80 km/h au lieu de 120 dans les courbes de 800 mètres de rayon en attendant que les dévers de la voie y soient rectifiés.
Les rames électriques eurent également à subir de très nombreux bris de châssis dans leurs bogies moteurs, presque toujours au niveau des traverses de tête, ce qui fut résolu en renforçant ces traverses. Les ressorts connurent également de nombreuses cassures en service. Un nouveau châssis de bogie, moins raide, fut mis à l’étude et les bogies actuels furent renforcés. En revanche, l'équipement électrique 3000 v de ces rames ne connut aucun incident majeur et le reste des aspects techniques était également satisfaisant, à l’exception de l’équipement basse tension, destiné à l’éclairage, au chauffage, à la ventilation des équipements de traction et au service auxiliaire. Ce dernier connut plusieurs déboires dus au ré-emploi du modèle de batterie classique des voitures métalliques. Un nouveau type dédié aux rames électriques fut mis à l’étude.
En 1937, des recherches et tractations eurent lieu pour la mise au point d'un nouveau type de bogie moteur. En effet, les renforts apportés aux bogies des rames de 1935 avaient certes réduit drastiquement les bris de traverses du bogie mais ces bogies modifiés, encore plus rigides, avaient rendu le roulement, qui était déjà inconfortable à cause de la raideur des bogies, encore plus dur. Les essais et calculs durèrent jusqu'en 1938 et prirent une nouvelle tournure lorsqu'il apparut que de nouvelles rames de banlieue allaient être commandées (les AM 39) et que le nouveau bogie équiperait ces futures rames pour ne pas répéter les erreurs du passé. Le choix se porta sur des bogies à moteurs entièrement suspendus à transmission élastique et suspension en col de cygne.
À noter que pendant la guerre, des études montreront le meilleur comportement des bogies "Pensylvannia" à moteurs suspendus par le nez. Ces bogies équiperont les automotrices d'après-guerre.

### Composition
La rame, quadruple, était en réalité constituée par deux demi-rames insécables :
- une motrice de troisième classe avec compartiment à bagages (PWC 7713 à 7724 puis 217.001 à 012) couplée à une remorque mixte de deuxième et troisième classes (BC 513 à 524 puis 215.201 à 212)
- une motrice de troisième classe (C 7301 à 7312 puis 213.001 à 012) couplée à une remorque entièrement seconde classe (B 8201 à 8212 puis 212.201 à 212)

La mise en service des remorques intercalaires de 1939 (numérotées C 8325 à 8340 puis 213.201 à 216) bouleversera le caractère insécable des demi-rames car ces remorques, qui étaient fréquemment dételées aux heures creuses, étaient toujours positionnées, par deux, juste derrière la motrice de troisième classe. 

### Aménagement intérieur

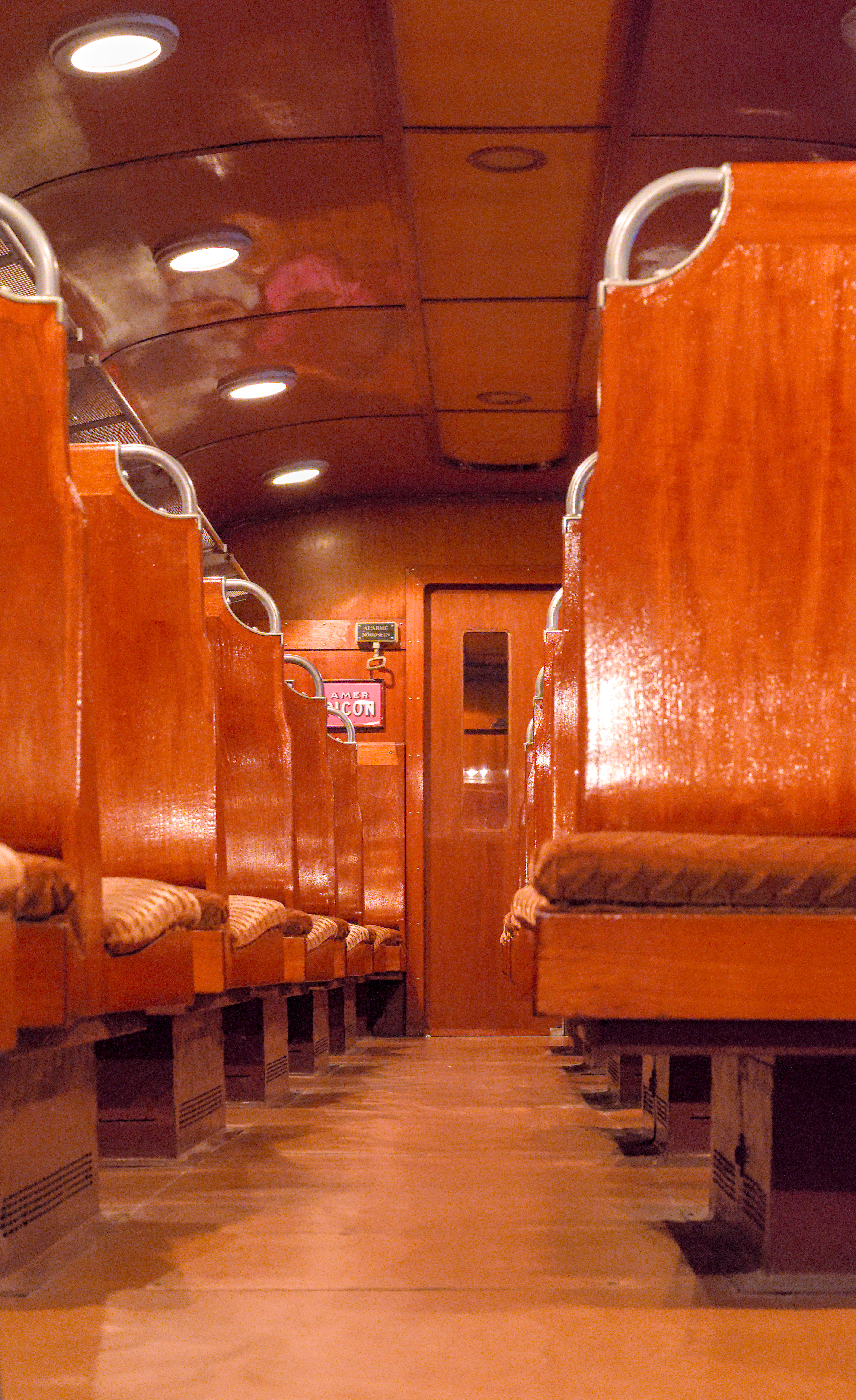
Intérieur de l'AM 35

Contrairement aux rames de voitures "train-bloc" qu'elles remplacent, les rames de 1935 ne possédaient pas de places de première classe mais le confort, tant en deuxième qu'en troisième, était amélioré par rapport aux voitures traditionnelles. Comme pour les voitures K1, les revêtements des cloisons sont en bois du Congo, du Limba pour les automotrices de 1935 ; les fauteuils de deuxième classe sont en velours gaufré, tout comme les sièges de banquettes des voitures de troisième classe (le reste de la banquette, dont le dossier restait en bois). L'intérieur est plus dégagé que dans les voitures K et L avec des porte-bagages longitudinaux, dégageant davantage d'espace. Les boiseries, sièges, luminaires et d'autres détails sont l’œuvre de l'architecte et designer Henry Van de Velde (qui inventa aussi le logo de la SNCB).

#### Motrices
- La motrice C comporte trois portes doubles, celle du centre est plus large et sépare deux salles de troisième classe, fumeurs, de 48 places, côté cabine, et 54 places. Un cabinet de toilette, donne sur le vestibule central et fait saillie dans la salle de 54 places, deux strapontins sont disposés dans cette salle contre la cloison.
- La motrice PWC comporte une porte battante côté cabine, réservée au personnel, une grande porte double pour le compartiment à bagages. Les deux autres portes (une double et une double étroite à l’extrémité) sont identiques à celle de l’autre motrice et donnent sur une salle de 27 places, côté cabine et une salle de 58 places. Un cabinet de toilette donne sur le vestibule central et empiète sur la salle de 27 places, et deux strapontins sont adossés à la cloison. En tout, cette motrice comporte 85 places, toutes non fumeurs, et un compartiment à bagages de 2,5 t.

#### Remorques
- Les remorques de 1935 sont dotées des mêmes portes que les motrices (porte médiane plus large). La remorque B comporte une salle de 36 places et une salle de 40 places. Le cabinet de toilette donnant sur le vestibule empiète dans la salle de 53 places et les deux salles sont autorisées aux fumeurs.
- La remorque BC est dotée de deux salles : une de 40 places de deuxième classe, non-fumeurs, et une de 53 places de troisième dans laquelle empiète le cabinet de toilette donnant, comme sur les autres voitures, sur le vestibule central. Deux strapontins sont disposés contre la cloison.
- Les remorques de 1939 sont radicalement différentes, avec une disposition de deux portes situées aux trois-quarts de la voiture de part et d’autre d’une salle centrale de 45 places (fumeurs) avec un cabinet de toilette, plus grand, donnant sur un des vestibules. Les deux salles extrêmes comportent le même nombre de places (29 mais celle située côté toilettes est non-fumeurs). Les portes sont de même taille que les portes centrales des éléments de 1935 mais sont flanquées par deux petites fenêtres qui éclairent un vestibule notablement plus grand (dans lequel 25 personnes peuvent se tenir debout). L’intercirculation donne directement sur les salles extrêmes et ne comporte pas de sas ou de zone tampon.

### Transformations
En 1936, face à l’affluence et au manque de places en troisième classe dans les trains électriques reliant Bruxelles à Anvers, on proposa de déclasser une partie du compartiment de deuxième classe de la remorque BC (trois travées) en remplaçant les intérieurs de cette partie qui aurait accueilli 28 places de troisième classe (avec l’écart des sièges de la deuxième classe). À cette occasion, une cloison devait être construite pour séparer les salles de deuxième et de troisième, ainsi créées, et de nouvelles places non-fumeurs devraient être créées dans la remorque B pour compenser la disparition du tiers des places de seconde classe non fumeurs dans la partie déclassée. Ce projet n'aboutit pas.
On opta finalement pour la construction de remorques supplémentaires, les motrices se montrant assez puissantes pour remorquer le poids additionnel. Ces 16 remorques de troisième classe offrant chacune 103 places assises et 50 debout, qui avaient une apparence proche de celle des voitures M1, furent construites par Ragheno. Elles étaient utilisées en période d'affluence et était dételées aux heures creuses et les week-ends pour être stockées sur voie de garage.
À partir de 1940 (avant l’invasion de la Belgique) pour réaliser l'électrification des autres lignes partant de Bruxelles, à commencer par Bruxelles-Charleroi (ligne 124), on proposa, en plus de la construction de nouvelles automotrices doubles pour les trains omnibus, de transformer les rames de 1935 (et de les remplacer par de nouvelles automotrices express plus satisfaisantes[réf. nécessaire]). Elles auraient été transformées comme suit :
- transformation des remorques intermédiaires en remorques-pilotes et réaffectation d'une des salles à la troisième classe[13]
- 12 automotrices express réalisées avec les anciennes PWC et B (dont une demi-salle deviendrait troisième classe).
- 12 automotrices omnibus réalisées avec les anciennes C (qui recevraient un compartiment à bagages à la place de la première travée) et BC
- 16 motrices réalisées en transformant les 16 remorques additionnelles de 1939
- 8 nouvelles remorques pour les 16 motrices réalisées en transformant des voitures M1

Les études sur l’électrification se poursuivirent pendant l’occupation à partir de 1940. Ce projet de reconversion existait toujours en 1940 mais en 1942 on objecta que l'usure de ce matériel, et le besoin de rames de 4 voitures sur ces deux lignes plaidaient en faveur du maintien à quatre (ou six caisses) du matériel existant et à la construction de nouvelles automotrices. Il fallut cependant attendre la fin de la guerre pour que de nouvelles séries soient mises en service.
En 1956, la troisième classe disparut, ce qui ne modifia pas les intérieurs de ces rames dont la SNCB souhaitait déjà se débarrasser à brève échéance.

### Accessibilité
Ces automotrices avaient la particularité d'avoir un plancher particulièrement haut perché, en raison de l'espace nécessaire pour placer et isoler les moteurs de traction dans les bogies. Ne disposant pas d'un marchepied surbaissé, la SNCB entreprit d'équiper les gares des lignes 27 et 124 (Bruxelles - Charleroi) de quais surélevés, qui facilitaient la montée à bord. Ce matériel (ainsi que les AM 50 "quais hauts" qui les épaulaient en service omnibus) était donc de facto limité à la desserte de ces deux lignes). Des quais surélevés furent toutefois installés dans d'autres grandes gares afin de fluidifier les opérations d'embarquement / débarquement.

## Évolutions en cours de carrière
Malgré leur courte carrière commerciale, trois livrées leur furent appliquées :
- la livrée d'origine, bleue sous la ceinture de caisse, en beige au-dessus.
- la livrée à deux tons de vert : foncé sous la ceinture et clair au-dessus sera appliquée au début des années 1950, au gré des passages en révision. Initialement, le feu frontal était cerclé de blanc, mais dès 1953, une "moustache" de visibilité jaune sera peinte autour du phare. En 1956, les cabines de conduite ainsi que les compartiments de première classe seront rehaussés d'une bande jaune distinctive au-dessus des fenêtres.
- En 1955 déjà, on simplifia la livrée en adoptant le vert foncé intégral (sauf la toiture, les bogies et équipements sous la caisse et la ceinture de rivets sous les fenêtres qui restaient peints en noir). En outre, à partir de 1954, le feu central fut remplacé par deux feux blancs à chaque extrémité (le rouge étant obtenu au moyen de filtres amovibles). Ces feux furent cerclés de jaune et les moustaches de visibilité du feu central furent remplacées par des « ailes », peintes en jaune également. Enfin, en 1956, le passage de trois à deux classes pour l'ensemble du matériel voyageur induisit le reclassement des compartiments de troisième en seconde classe, les anciens compartiments de seconde devenant la nouvelle première classe.

En 1939, 16 remorques intermédiaires furent construites par Ragheno afin de passer la composition de certaines automotrices de quatre à six caisses pour faire face à l'augmentation du trafic. En même temps, la SNCB commanda une seconde série d'automotrices, les AM 39 (nl).
Dès 1949, l'électrification de la ligne 124 permit également de les engager vers Charleroi. À noter qu'à l'époque, la jonction nord-midi n'était pas terminée et les relations Anvers - Bruxelles et Bruxelles - Charleroi restèrent donc disjointes jusqu'à l'inauguration de celle-ci en 1952. La ligne 26, électrifiée entre Vilvorde et Linkebeek servait de trait d'union pour le matériel voyageurs vide et les marchandises.

### Transformation en trains postaux

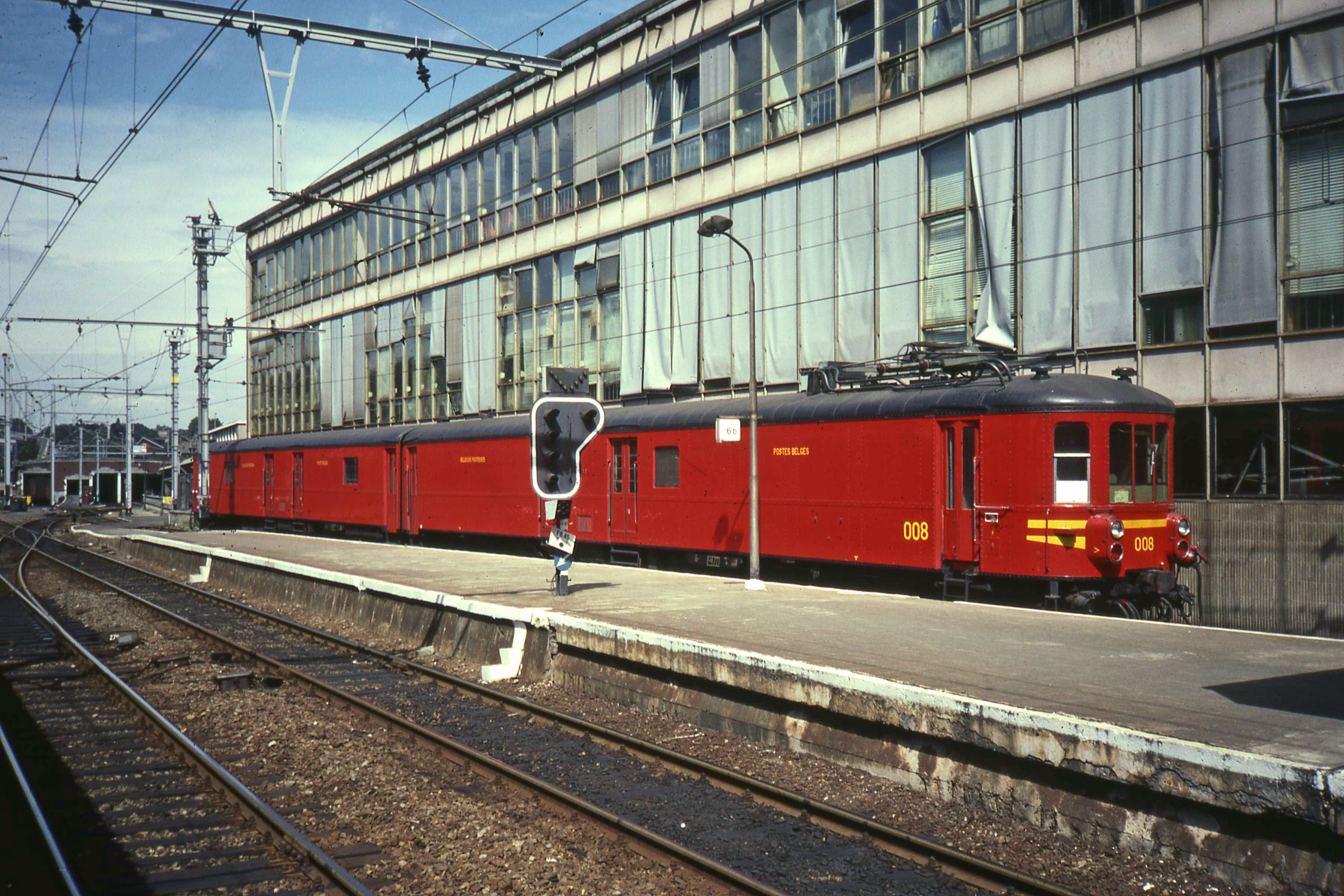
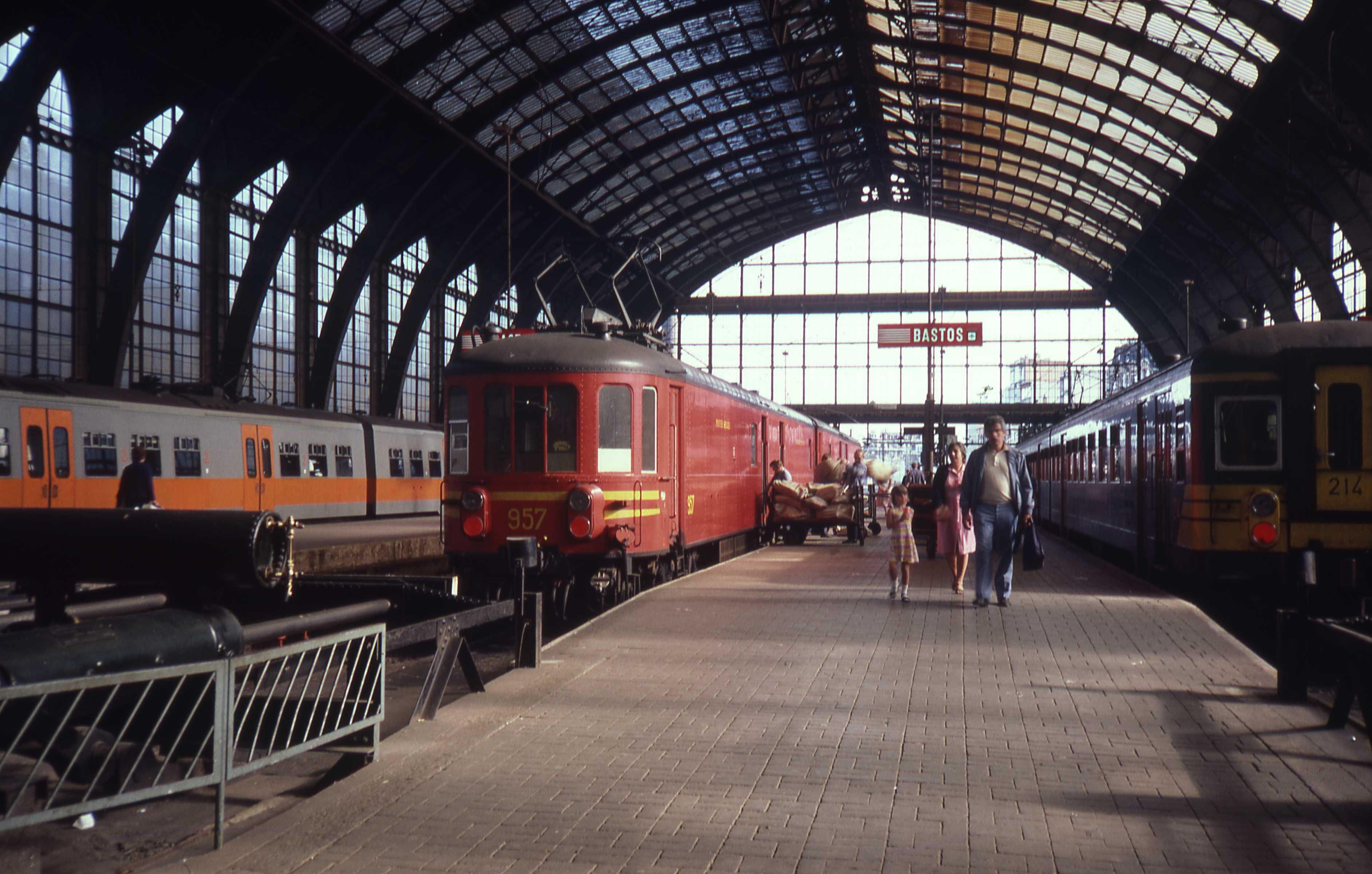

À la fin des années 1950, l'« Administration de la poste » émit le souhait de disposer de trains postaux automoteurs pour assurer la liaison entre ses principaux centres de tri (et celui de Luxembourg), établis à proximité des grandes gares, bien que toutes les grandes lignes ne fussent pas encore électrifiées. L'option fut prise de transformer les motrices de neuf AM35 en automotrices postales bicaisses (commande ramenée à huit ultérieurement). Comme pour les voitures postales utilisées dans les trains de "grandes lignes", l'aménagement permettait les opérations de tri en marche (ou à quai, avant le départ) alors que deux tiers de l'espace disponible servaient au stockage des sacs postaux. La plupart des fenêtres furent supprimées, et la plateforme située en milieu de caisse fut élargie et dotée de portes supplémentaires. Leur mise en service débuta fin 1967 sous la numérotation 221.801 à 808 (sans lien direct avec leur numérotation antérieure). La dernière automotrice entra en service moins d'un an plus tard. 
Techniquement, il fut décidé de convertir les motrices "SEM" en remorques non motorisées. Celles-ci perdirent donc également leurs pantographes (la motrice "ACEC" n'en conservant par ailleurs qu'un seul). Ces automotrices reçurent également des bogies utilisés sur les prototypes d'AM53, qui n'avaient pas été retenus pour les engins de série qui suivirent. Dans la perspective de l'arrivée des AM 75 / 8xx, elles seront renumérotées 951 à 958 lors de la renumérotation générale du matériel moteur de 1971, alors que l'arrivée des AM 86 / 9xx leur permit de retrouver la numérotation 001 à 008. À la fin des années 1980, Ces automotrices cinquantenaires se révélèrent inadaptées à l'utilisation des containers à roulettes utilisés dans les centres de tris rénovés. L'expérience ayant été concluante, des engins d'une génération ultérieure furent donc transformés.

### Préservation

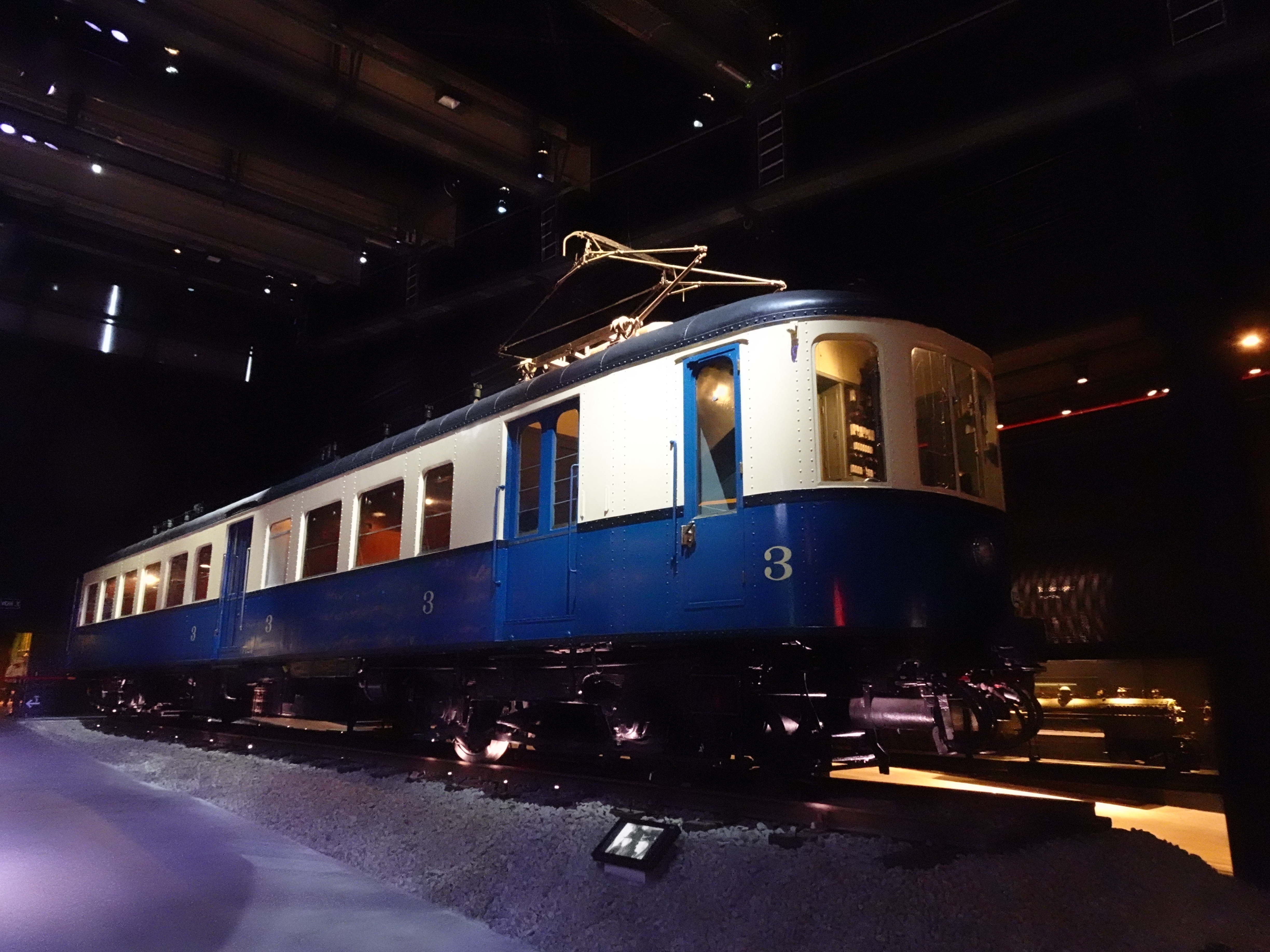
Élément de tête exposé au musée Train World.

Le dernier élément de la série échappa à la transformation et au chalumeau, et fut préservé par la direction patrimoine historique de la société. Il fit l'objet d'une rénovation dans sa livrée d'origine (mais doté de deux feux à l'extrémité pour se conformer à la réglementation de l'époque) pour les 150 ans du chemin de fer en Belgique (1985), année durant laquelle il assura de nombreux trains spéciaux. La motrice fut rafraîchie afin d'être exposée au musée Train World en septembre 2015.
L'automotrice postale 002 est également conservée.